# Merlyn Estacio
Merlyn Johao Estacio Caicedo (Quinindé, Ecuador; 21 de abril de 1994) es un futbolista ecuatoriano. Juega de centrocampista y su equipo actual es Santos de la Liga 2 de Perú.

## Trayectoria
Se inició en las formativas de Mushuc Runa, después paso por Gualaceo, Pelileo y La Unión. En el 2020 es fichado por el Chacaritas luego de su ascenso a la Serie B de Ecuador.
A mediados del 2024 ficha por FC San Marcos, sin lograr ingresar a los Play off finales por reducción de puntos. Jugó 5 partidos y anotó un gol.

## Clubes
| Club                    | País    | Año       |
| ----------------------- | ------- | --------- |
| Mushuc Runa             | Ecuador | 2013-2016 |
| Gualaceo S. C. (cedido) | Ecuador | 2016      |
| Pelileo S. C. (cedido)  | Ecuador | 2016      |
| Mushuc Runa             | Ecuador | 2017      |
| La Unión                | Ecuador | 2017-2019 |
| Chacaritas              | Ecuador | 2020      |
| Cuniburo                | Ecuador | 2023      |
| Juan Aurich             | Perú    | 2024      |
| Santos                  | Perú    | 2025 -    |